# Alvin Jones
Alvin Robert Lamar Jones III  (Luxemburgo, 9 de septiembre de 1978) es un jugador de baloncesto estadounidense con pasaporte luxemburgués. Con 2,11 metros de estatura juega en la posición de pívot. Aunque nace accidentalmente en Luxemburgo, país donde jugaba su padre, adquiere el pasaporte luxemburgués para ocupar plaza de comunitario, y juega con el combinado nacional varios partidos.

## Equipos
- High School. Kathleen (Lakeland, Florida).
- 1997-01 NCAA. Georgia Tech University.
- 2001-02 NBA. Philadelphia Sixers.
- 2002-03 PLK. POL. Slask Wroclaw. Entra por Richard Lugo.
- 2003-04 ACB. Caja San Fernando.
- 2004-05 ACB. Pamesa Valencia.
- 2004-05 ACB. Plus Pujol Lleida.
- 2006-07 BBL. GER. RheinEnergie Köln.
- 2007-08 CSKA Sofía y Kombassan Konya
- 2008-09 Minot SkyRockets